# Сараджева, Кира Константиновна
Кира Константиновна Сараджева (Сараджян) (1910—2003) — советский и российский музыкант и педагог, Заслуженная артистка РСФСР (1958).

## Биография
Родилась 15 августа (28 августа по новому стилю) 1910 года в Москве в семье известного музыканта скрипача, дирижёра — профессора консерватории Константина Соломоновича Сараджева и его жены — Зои Борисовны Сараджевой.
Сёстры в семье были музыкантами: Ада играла на арфе в оркестре Большого театра, Тамара играла на скрипке в оркестре Московской филармонии. Кира тоже с раннего детства проявила музыкальную одаренность. Поначалу она училась игре на фортепиано, а затем, по совету друга их семьи — скрипача Георгия Дулова, стала заниматься на арфе.
В 1924 году она поступила в Московскую государственную консерваторию, где училась в классе Николая Гавриловича Парфёнова — воспитанника знаменитого арфиста и основателя русской арфовой школы А. И. Слепушкина.
По окончании в 1930 году консерватории, с 1931 года — солистка оркестра Радиокомитета СССР, с 1933 года — солистка оркестра Музыкального театра Станиславского и Немировича-Данченко. В 1935 году по конкурсу была зачислена в оркестр Государственного академического Большого театра, где проработала по 1970 год. Член КПСС с 1962 года.
Одновременно Кира Константиновна занималась педагогической деятельностью. В 1937 году начала преподавать игру на арфе в детской музыкальной школе, затем — в Музыкальном училище им. Гнесиных (1938—1941). В 1944—1954 годах преподавала в Центральной музыкальной школе при Московской консерватории, а с 1954 года — в Музыкальном училище имени Гнесиных (с 1977 года — профессор). Воспитала и выпустила десятки студентов, которые работают в Москве, Красноярске, Екатеринбурге, Новосибирске, Луганске и Саратове, а также на Украине, в Армении, Казахстане, Македонии и Израиле.
Была награждена орденами Трудового Красного Знамени (25.05.1976) и «Знак Почёта» (27.05.1951), а также медалями.
Умерла 8 июля 2003 года в Москве, где и была похоронена.
В Москве проходит Открытый конкурс юных арфистов имени К. К. Сараджевой.